# Operación Góral

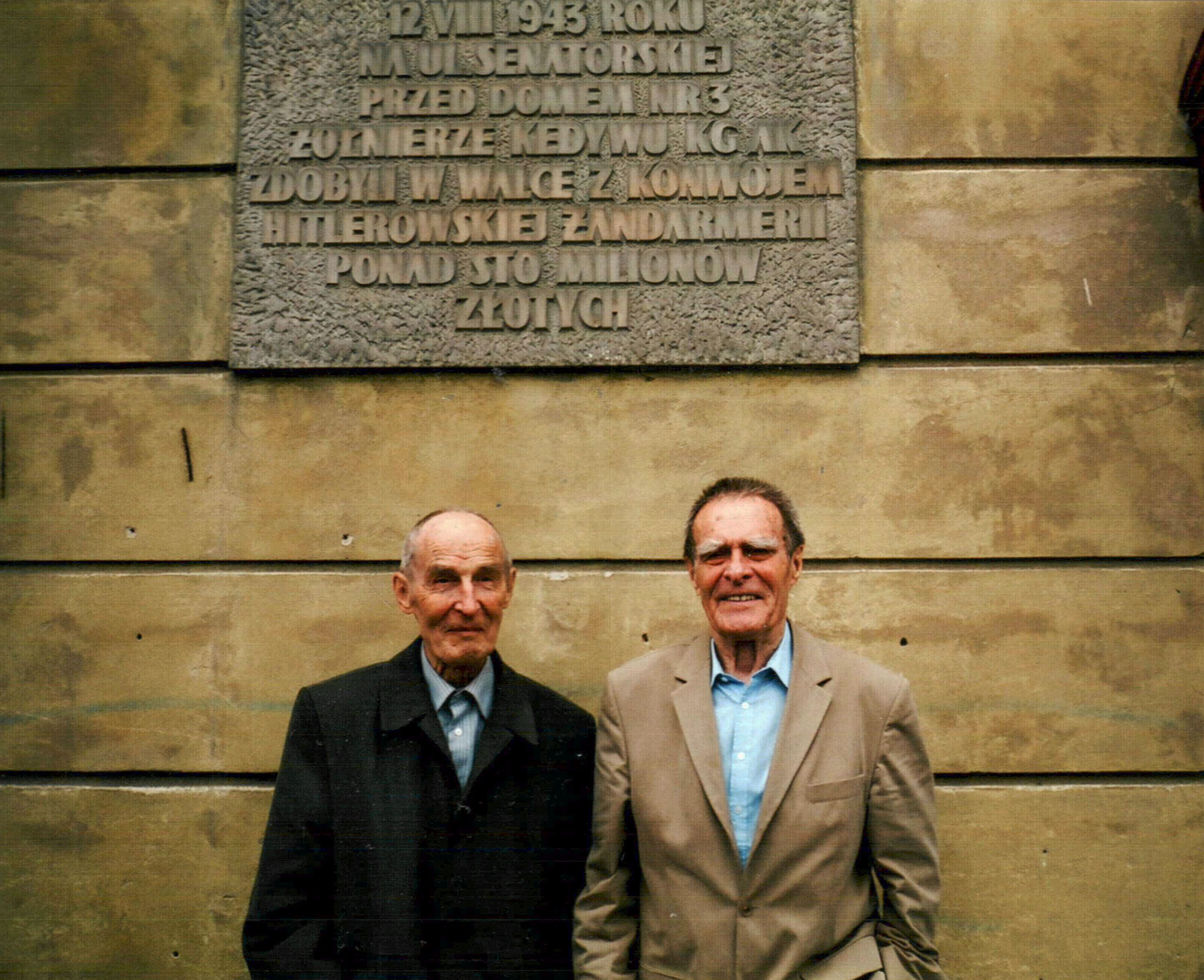
Dos miembros sobrevivientes del grupo de resistencia polaco que participaron en el atraco, en una placa que conmemora este evento

La Operación Góral (en polaco: Akcja Góral) fue una acción llevada a cabo por la organización de resistencia antinazi polaca Armia Krajowa, (o "AK"), que implicó un atraco de más de un millón de dólares estadounidenses en efectivo transportado por las autoridades nazis alemanas el 12 de agosto de 1943. Se llevó a cabo en el centro de Varsovia por una unidad de Kedyw, "Motor", que se apoderó de un automóvil de transporte que llevaba el dinero. Fue una de las acciones mejor organizadas de la clandestinidad polaca durante la ocupación alemana, y tomó solo dos minutos.
El nombre de la acción proviene del "Góral", el nombre popular para el billete de 500 złotys (que también se conocía como "Młynarki").El historiador polaco Tomasz Strzembosz llamó a esta operación una de las operaciones de resistencia más exitosas en la Europa ocupada.

## Historia

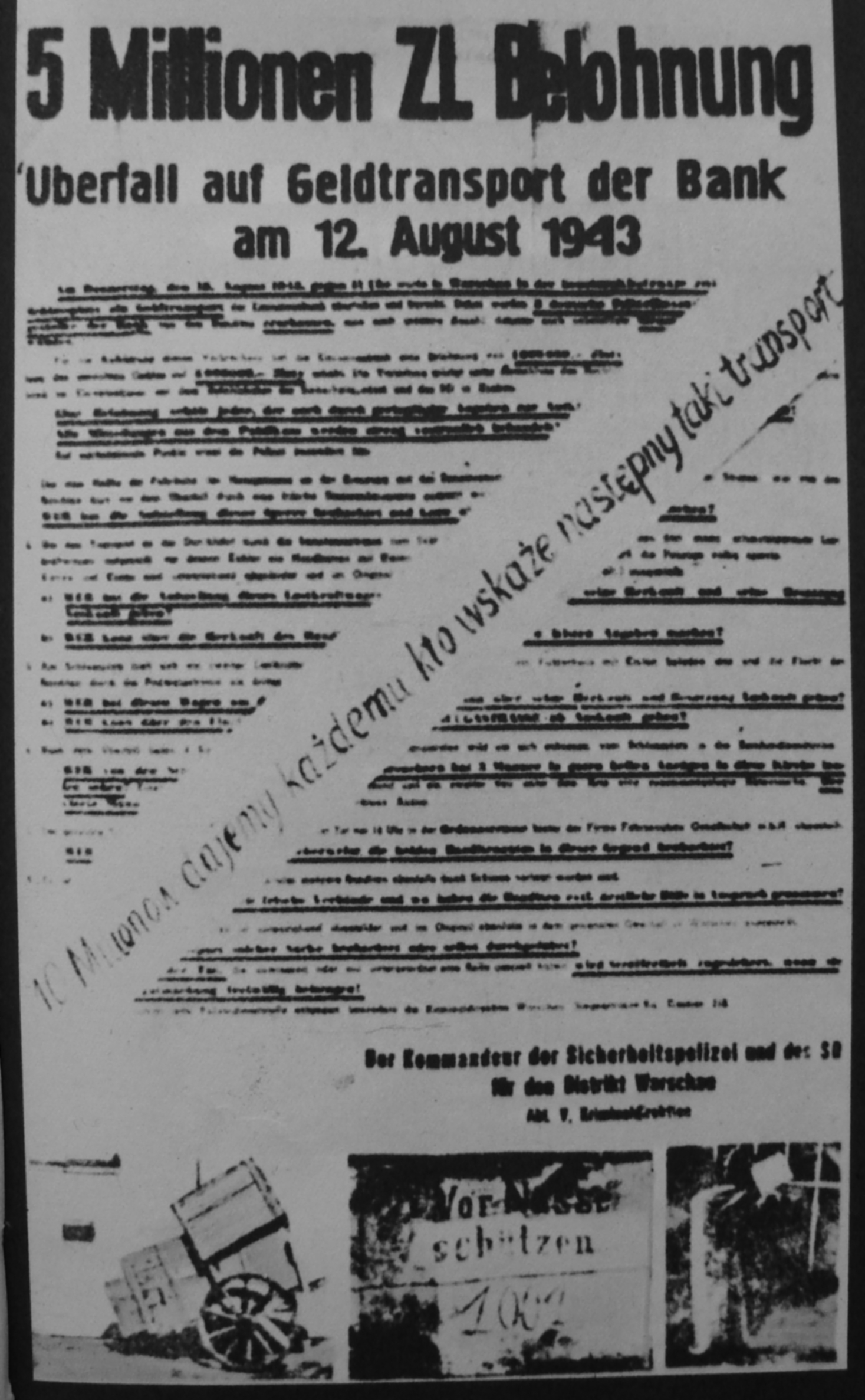
Cartel de recompensas alemán que ofrece 5 millones de zlotys para obtener información sobre los perpetradores, desfigurado por la resistencia polaca con una nota que ofrece 10 millones de dólares para obtener información sobre posibles blancos del robo.

Después de la invasión alemana y la ocupación de Polonia en 1939, se formó una gran red de resistencia. Esa resistencia requería fondos para operar, y los recursos del gobierno polaco en el exilio, entregados a través de los cichociemni (comando de mensajeros), eran limitados. En 1942, la resistencia comenzó a planear para obtener dinero de los ocupantes llevando a cabo robos a gran escala. Tras enterarse de que una gran cantidad de dinero sería trasladada por los alemanes al Banco de Emisión establecido en Alemania en Polonia, la resistencia reclutó a varios simpatizantes dentro del banco. Los preparativos duraron aproximadamente 14 meses.
Una célula, con nombre en código "Motor 30" de la formación Kedyw, dirigida por el operativo "Pol", fue asignada a la operación. El plan era bloquear la carretera en un lugar específico, disparar al personal alemán que intentaba despejarla y llevarse el dinero. La acción se planificó inicialmente para el 5 de agosto, pero una falta de comunicación provocó que la operación no se llevara a cabo Afortunadamente para los insurgentes, se planeó una nueva entrega para la semana siguiente. El plan se llevó a cabo con éxito, con el camión redirigido a un pequeño callejón, todo el personal alemán, incluido un vehículo escolta, rápidamente eliminado (según un informe, los alemanes sufrieron nueve bajas y siete heridos, según otro, seis muertos y seis heridos, solo uno de los insurgentes polacos resultó herido) y el camión fue capturado. Aproximadamente 50 insurgentes polacos participaron en la operación, que duró solo dos minutos.
Los insurgentes polacos obtuvieron alrededor de 105 a 106 millones de zlotys y una cantidad menor de moneda alemana, que se estima en un valor de aproximadamente un millón de dólares estadounidenses de 1943 (aproximadamente veintiún millones de dólares a 2010). Los esfuerzos de investigación alemanes, a pesar de una gran recompensa por los informantes, no produjeron resultados, y los alemanes ni siquiera estaban seguros de quién había llevado a cabo las operaciones: los insurgentes o delincuentes comunes, lo que no llevó a represalias contra la población civil (una situación común táctica utilizada por los alemanes para desalentar las operaciones de resistencia).
AK llevó a cabo operaciones similares en otras ocasiones, por ejemplo el 1 de junio de 1943 en Siedlce, aunque obtuvieron menos dinero.

## Lectura adicional
- Stefan Smarzyńesquí (1973). Akcja "Góral". Wydawn. Lubelskie.Stefan Smarzyński (1973). Akcja "Góral".. Wydawn. Lubelskie.
- Andrzej ŻupańEsquí (enero de 2009). Kryptonim "Góral": brawurowa akcja AK @– zdobycie 100 milionów złotych. Światowy Związek Żołnierzy Armii Krajowej. Andrzej Żupański (January 2009). Kryptonim "Góral": brawurowa akcja AK – zdobycie 100 milionów złotych. Światowy Związek Żołnierzy Armii Krajowej. ISBN 978-83-7399-381-5.

- Datos: Q9143279